# Ballon (Irlande)
Pour les articles homonymes, voir Ballon.
Ballon (Ballán en gaélique irlandais, est une localité irlandaise située dans le comté de Carlow.